# Aéroport de Visakhapatnam
L'Aéroport de Visakhapatnam (code IATA : VTZ • code OACI : VOVZ) est un aéroport international desservant le District de Visakhapatnam, le District de Vizianagaram, le District de Srikakulam ainsi qu'une partie du District du Godavari oriental dans l'Andhra Pradesh. C'est l'aéroport le plus important de l'Andhra Pradesh. Il se situe à 12 km de Visakhapatnam. Il a connu une très forte croissance ces dix dernières années, ce qui lui a permis de construire un terminal international, proposant ainsi des vols à destination de Dubaï, Singapour et Kuala Lumpur.

## Histoire
En 1999 l'aéroport ne connaissait qu'un seul vol quotidien. La piste a depuis été agrandie, passant de 1 800 mètres à 3 200 mètres depuis le 15 juin 2007, pouvant ainsi recevoir de plus grands appareils tels que des Airbus A320, Boeing 737, Boeing 747, ou des Airbus A340.
La base militaire est l'INS Dega opéré par la Marine indienne.

## Situation
| \| 300 km1:23 714 000 \| Delhi Bombay Madras Bangalore Calcutta Hyderabad Cochin Ahmedabad Goa Pune Thiruvananthapuram Calicut Lucknow Guwahati Srinagar Jaipur Bhubaneswar Coimbatore Nagpur Indore Mangalore Visakhapatnam Patna Amritsar Chandigarh Tiruchirappalli Jammu Raipur Bénarès Agartala Port Blair Vadodara Imphal Bagdogra Madurai Bhopal Ranchi Aurangabad Udaipur Leh Tirupati Rajkot Jodhpur Dehradun Dibrugarh Silchar Gaya Cannanore Vijayawada Surate Durgapur Jamnagar Belagavi Hubli-Dharwad Khajurâho Nanded Aizawl Dimapur Agra Bathinda Gwalior Gorakhpur Hindon |
| 300 km1:23 714 000 |

## Compagnies aériennes et destinations

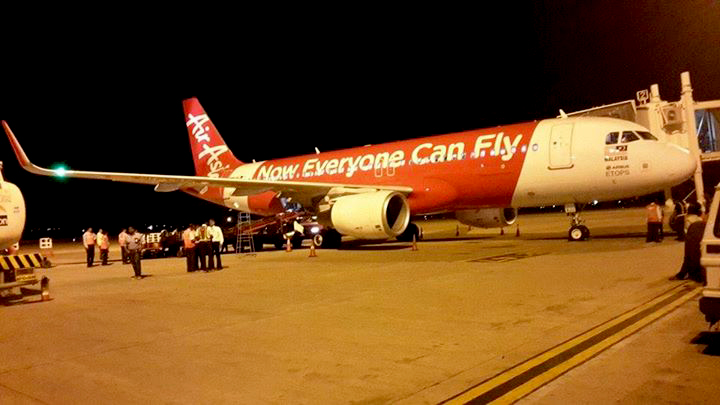
Air Asia A320-200 en provenance de Kuala Lumpur

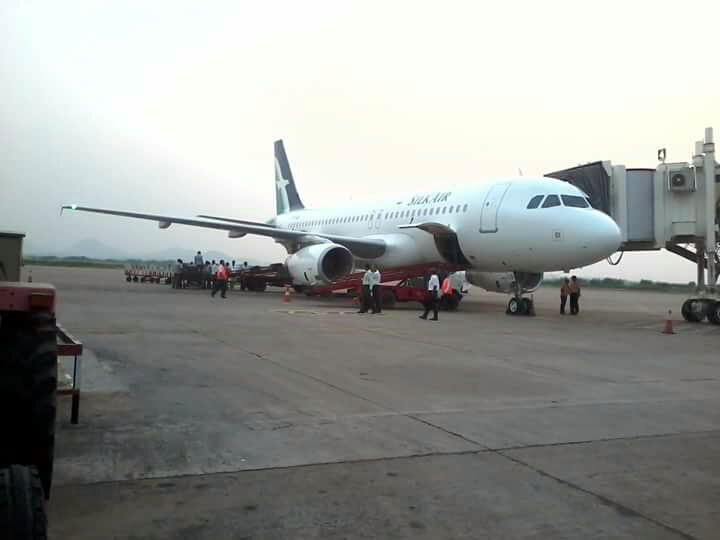
Silkair a320 lors de l'inauguration de la nouvelle piste

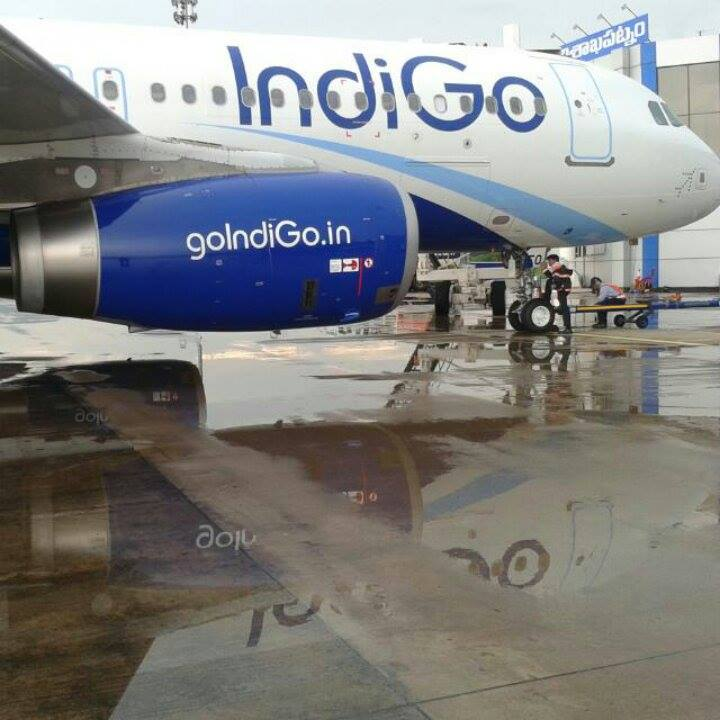
IndiGo Airlines Airbus A320-232

| Compagnies    | Destinations | Refs. |
| ------------- | --- | ----- |
| AirAsia       | Kuala Lumpur | [ 2 ] |
| AirAsia India | Bangalore-Kempegowda, Calcutta-N. S. C. Bose | [ 2 ] |
| Air India     | Delhi-Indira Gandhi, Dubaï , Hyderabad-R. Gandhi, Bombay-Chhatrapati-Shivaji, Port Blair                                                                         | ,     |
| Alliance Air  | Bangalore-Kempegowda, Hyderabad-R. Gandhi, Tirupati, Vijayawada                                                                                                  | [ 3 ] |
| IndiGo        | Ahmedabad-Sardar-Vallabhbhai-Patel, Bangalore-Kempegowda, Madras (Chennai), Coimbatore, Delhi-Indira Gandhi, Hyderabad-R. Gandhi, Cochin, Calcutta-N. S. C. Bose | ,     |
| Scoot         | Singapour-Changi | [ 7 ] |
| SpiceJet      | Hyderabad-R. Gandhi, Calcutta-N. S. C. Bose, Bombay-Chhatrapati-Shivaji                                                                                          | [ 8 ] |
| Thai AirAsia  | Bangkok-Don Muang | [ 9 ] |

Édité le 19/04/2019

## Statistiques
Pour des raisons techniques, il est temporairement impossible d'afficher le graphique qui aurait dû être présenté ici.

Voir la requête brute et les sources sur Wikidata.